# Scirtophaca narynensis
Scirtophaca narynensis är en insektsart som beskrevs av Alexander Fyodorovich Emeljanov 1972. Scirtophaca narynensis ingår i släktet Scirtophaca och familjen Dictyopharidae. Inga underarter finns listade i Catalogue of Life.